# Parachionaspis galliformens
Parachionaspis galliformens är en insektsart som först beskrevs av Green 1899.  Parachionaspis galliformens ingår i släktet Parachionaspis och familjen pansarsköldlöss.
Artens utbredningsområde är Sri Lanka. Inga underarter finns listade i Catalogue of Life.